# Tweede klasse 2007-08 (voetbal België)
Het seizoen 2007/08 van de Belgische Tweede Klasse ging van start op 15 augustus 2007 en eindigde op 11 mei 2008. De titel werd gewonnen door KV Kortrijk. Als gevolg van de zaak-Geel/Namen speelden er dit seizoen uitzonderlijk 19 clubs in deze reeks.

## Gedegradeerde teams
Deze teams waren gedegradeerd uit de Eerste Klasse voor de start van het seizoen:
- KSK Beveren (laatste)
- K. Lierse SK (verlies eindronde)

## Gepromoveerde teams
Deze teams promoveerden uit de Derde Klasse:
- RFC Tournai (kampioen in Derde Klasse A)
- R. Olympic Club de Charleroi-Marchienne (kampioen in Derde Klasse B)
- UR Namur (via de eindronde)
- Verbroedering Geel (via de eindronde)

### De zaak-Geel/Namen
Verbroedering Geel won de finale van de eindronde tussen tweede- en derdeklassers op het einde van het seizoen 2006-07 van UR Namur. Laatstgenoemde diende echter een klacht in, omdat Geel pas een licentie voor tweede klasse gekregen had nadat het in beroep nog documenten had toegevoegd aan het dossier, wat in strijd is met het bondsreglement. De bond besliste daarop om geen van de twee ploegen toe te laten in tweede klasse, en het seizoen startte met 17 ploegen.
UR Namur spande hierop een kort geding in om de competitie in tweede en derde klasse stil te leggen tot er een definitieve uitspraak was: de speeldag van 8 september werd hierop naar een latere datum uitgesteld. Om te verhinderen dat ook de volgende speeldag werd uitgesteld, kwam de Belgische Voetbalbond met een nieuw voorstel: UR Namur kreeg de 18e plaats in tweede klasse toegewezen, Verbroedering geel moest naar Derde Klasse.
Geel heeft ondertussen echter aangekondigd zelf weer een klacht neer te leggen, en ook Dessel Sport (dat uit tweede klasse degradeerde omdat het de eindronde verloor) deed dat, met als argument dat het als enige club bij het begin van die eindronde al een licentie op zak had.
Op 14 september besliste de KBVB dat ook Verbroedering Geel in deze klasse mag spelen. Dit had tot gevolg dat dit seizoen 19 ploegen zouden deelnemen aan de competitie. De volledig kalender werd herschikt. Bovendien werd beslist de uitslagen van de gespeelde wedstrijden niet te schrappen. De uitslagen van deze wedstrijden wordt gedurende het seizoen bijgeteld in de stand, op het moment dat de betreffende clubs tegen elkaar zouden moeten aantreden. Op elk moment vertoonde het klassement zo een grote verscheidenheid in aantal gespeelde wedstrijden. Bovendien betekende dit dat voor verscheidene wedstrijden, die volgens de kalender later in het jaar zouden volgen, weliswaar de punten nog niet in rekening werden gebracht in de rangschikking, maar de "toekomstige" uitslag wel al bekend was omdat de match in werkelijkheid al gespeeld was.

## Promoverende teams
Deze teams promoveerden naar Eerste Klasse op het eind van het seizoen:
- KV Kortrijk (kampioen)
- AFC Tubize (winst eindronde)

## Degraderende teams
Deze teams degradeerden naar Derde Klasse op het eind van het seizoen:
- R. Union Saint-Gilloise (voorlaatste plaats)
- KFC Verbroedering Geel (laatste plaats)

## Ploegen
Deze ploegen spelen in het seizoen 2007/2008 in Tweede Klasse:
| Club (nummer)                                | Plaats       | Trainer               | Vorige trainers seizoen 2007-2008             | Vorig seizoen |
| -------------------------------------------- | ------------ | --------------------- | --------------------------------------------- | ------------- |
| K. Lierse SK (1)                             | Lier         | Herman Helleputte     | geen                                          | Eerste klasse |
| KSK Beveren (2)                              | Beveren      | Bart Selleslags       | Alex Czerniatynski                            | Eerste klasse |
| KV Kortrijk (3)                              | Kortrijk     | Hein Vanhaezebrouck   | geen                                          | 3             |
| R. Antwerp FC (4)                            | Antwerpen    | Warren Joyce          | geen                                          | 4             |
| Oud-Heverlee Leuven (5)                      | Leuven       | Rudi Cossey           | geen                                          | 5             |
| KMSK Deinze (6)                              | Deinze       | René Verheyen         | Gerrit Laverge, Ronan Deneir                  | 6             |
| KAS Eupen (7)                                | Eupen        | Frank Neumann         | Marc Grosjean, Serge Gehoulet                 | 7             |
| R. Union Saint-Gilloise (8)                  | Brussel      | Roland Van Den Bosch  | Peter Mommaert                                | 8             |
| AFC Tubize (9)                               | Tubeke       | Philippe Saint-Jean   | geen                                          | 9             |
| KVK Tienen (10)                              | Tienen       | Daniël Nassen         | geen                                          | 10            |
| R. Excelsior Virton (11)                     | Virton       | Sébastien Grandjean   | geen                                          | 11            |
| KV Oostende (12)                             | Oostende     | Kurt Bataille         | Gaby Demanet, Kurt Bataille, Dennis van Wijk  | 12            |
| KV Red Star Waasland (13)                    | Sint-Niklaas | Rudi Verkempinck      | geen                                          | 13            |
| KFC Vigor Wuitens Hamme (14)                 | Hamme        | Fuat Çapa             | Rik Vande Velde                               | 14            |
| KVSK United Overpelt-Lommel (15)             | Lommel       | Guido Brepoels        | geen                                          | 15            |
| RFC Tournai (16)                             | Doornik      | Thierry Pister        | Jean-Marc Varnier, Pascal Michel              | Derde klasse  |
| R. Olympic Club de Charleroi-Marchienne (17) | Charleroi    | Danny Ost             | geen                                          | Derde klasse  |
| UR Namur (18)                                | Namen        | Claudy Verlaine       | geen                                          | Derde klasse  |
| KFC Verbroedering Geel (19)                  | Geel         | Herman Van den Broeck | Geert Persoons, Francis Vanhamel, Guy Volders | Derde klasse  |

| 4 12 16 3 8 13 15 5 14 7 10 17 2 6 11 9 1 18 Geografische verspreiding clubs |

## Titelstrijd
De titelstrijd werd gevoerd door KV Kortrijk, AFC Tubize, KVSK United Overpelt-Lommel en Oud-Heverlee Leuven. Leuven was de eerste ploeg die moest afhaken. In april was ook KVSK United uitgeschakeld in de titelstrijd en ging het tussen KV Kortrijk en AFC Tubize. Door de onregelmatig kalender gaf de rangschikking regelmatig een vertekend beeld. Kortrijk stond lang aan de leiding, maar had ook enkele wedstrijden meer dan sommige van de achtervolgers.
Kort voor het seizoenseinde, met nog twee wedstrijden te spelen voor Kortrijk, en drie wedstrijden te spelen voor Tubize, moesten beide ploegen tegen elkaar aantreden. Leider KV Kortrijk telde voor de wedstrijd twee punten meer dan achtervolger Tubize, dat echter nog een wedstrijd meer moest spelen. Bij winst van Tubize kon deze ploeg over Kortrijk springen en de leiding nemen, met zelfs nog een wedstrijd extra tegoed. Kortrijk echter kon bij winst een voorsprong van vijf punten uitbouwen. Kortrijk won de topper met 1-0, nam zo een voorsprong van vijf punten, en had zo zijn lot zelf in handen.
Een paar dagen later verloor AFC Tubize ook een inhaalwedstrijd op het veld van KVSK. Kortrijk won de volgende speeldag, de voorlaatste, thuis tegen Eupen, en verzekerde zich zo van de titel.

## Periodekampioenen
Eind september besliste het Uitvoerend Comité van de Voetbalbond dat er dit seizoen uitzonderlijk geen periodekampioenen zouden zijn. De ploegen die aan de eindronde mogen deelnemen zijn dan de clubs die op op het eind van het seizoen tweede, derde, vierde en vijfde worden. Deze maatregel werd genomen door de onregelmatige competitie na de zaak van Geel en Namen. Door de herschikte kalender en het oneven aantal clubs, varieert op elk tijdstip het aantal gespeelde wedstrijden van de clubs sterk, zodat periodestanden een erg ongelijk en vertekend beeld zouden geven.

## Eindstand
|    |    |                                         | P  | W  | G  | V  | +  | -  | DS  | Ptn |
| -- | -- | --------------------------------------- | -- | -- | -- | -- | -- | -- | --- | --- |
| K  | 1  | KV Kortrijk                             | 36 | 23 | 7  | 6  | 73 | 35 | 38  | 76  |
| EP | 2  | AFC Tubize                              | 36 | 19 | 9  | 8  | 49 | 29 | 20  | 66  |
| EP | 3  | Oud-Heverlee Leuven                     | 36 | 19 | 6  | 11 | 61 | 41 | 20  | 63  |
| EP | 4  | KVSK United Overpelt-Lommel             | 36 | 16 | 12 | 8  | 51 | 36 | 15  | 60  |
| EP | 5  | R. Antwerp FC                           | 36 | 16 | 11 | 9  | 64 | 38 | 26  | 59  |
|    | 6  | R. Excelsior Virton                     | 36 | 15 | 11 | 10 | 56 | 44 | 12  | 56  |
|    | 7  | K. Lierse SK                            | 36 | 15 | 8  | 13 | 47 | 36 | 11  | 53  |
|    | 8  | KFC Vigor Wuitens Hamme                 | 36 | 14 | 7  | 15 | 56 | 44 | 12  | 49  |
|    | 9  | KSK Beveren                             | 36 | 14 | 6  | 16 | 48 | 56 | -8  | 48  |
|    | 10 | KVK Tienen                              | 36 | 13 | 9  | 14 | 50 | 52 | -2  | 48  |
|    | 11 | R. Olympic Club de Charleroi-Marchienne | 36 | 13 | 7  | 16 | 40 | 54 | -14 | 46  |
|    | 12 | RFC Tournai                             | 36 | 12 | 10 | 14 | 34 | 37 | -3  | 46  |
|    | 13 | KAS Eupen                               | 36 | 11 | 12 | 13 | 45 | 49 | -4  | 45  |
|    | 14 | KV Red Star Waasland                    | 36 | 10 | 13 | 13 | 46 | 47 | -1  | 43  |
|    | 15 | KMSK Deinze                             | 36 | 10 | 13 | 13 | 44 | 58 | -14 | 43  |
|    | 16 | KV Oostende                             | 36 | 11 | 9  | 16 | 44 | 59 | -15 | 42  |
| ED | 17 | UR Namur                                | 36 | 10 | 11 | 15 | 50 | 63 | -13 | 41  |
| D  | 18 | R. Union Saint-Gilloise                 | 36 | 11 | 7  | 18 | 47 | 61 | -14 | 40  |
| D  | 19 | KFC Verbroedering Geel                  | 36 | 4  | 4  | 28 | 33 | 99 | -66 | 16  |

P: wedstrijden gespeeld, W: wedstrijden gewonnen, G: gelijke spelen, V: wedstrijden verloren, +: gescoorde doelpunten, -: doelpunten tegen, DS: doelsaldo, Ptn: totaal punten
 K: kampioen en promotie, EP: eindronde voor promotie, ED: eindronde voor degradatie D: degradatie

## Eindronde voor promotie
Omdat dit seizoen geen periodetitels werden toegekend, gaven plaatsen twee tot en met vijf recht op de eindronde. Tubeke, dat een paar speeldagen voor het einde zijn kansen op de titel verloor, was wel zeker van eindronde. Ook Oud-Heverlee Leuven en KVSK United plaatsen zich. Antwerp FC verzekerde zich op de laatste speeldag van de eindronde na winst tegen Lierse SK. Virton en Lierse kwamen net tekort voor een eindrondeticket.
Na de gemiste titel begon Tubeke de eindronde wel met succes. De ploeg won zijn eerste wedstrijden. Antwerp was na een openingsnederlaag daarna ook succesvol. KVSK en vooral Leuven hadden het moeilijker. Op de vijfde speeldag was Tubeke nog steeds ongeslagen, en moest het op bezoek bij Antwerp. Tubeke had 3 punten voorsprong, en was bij een zege zeker van eindrondewinst. Tubeke won uiteindelijk de wedstrijd, en verzekerde zich zo van eindrondewinst en promotie naar eerste klasse. Een paar dagen later sloot de club de eindronde zelfs ongeslagen af. Het was geleden van KV Kortrijk in 1980 dat een club de eindronde met het maximum van de punten beëindigde.
|   |   |                             | P | W | G | V | +  | -  | DS | Ptn |
| - | - | --------------------------- | - | - | - | - | -- | -- | -- | --- |
| P | 1 | AFC Tubize                  | 6 | 6 | 0 | 0 | 9  | 1  | 8  | 18  |
|   | 2 | R. Antwerp FC               | 6 | 4 | 0 | 2 | 10 | 5  | 5  | 12  |
|   | 3 | KVSK United Overpelt-Lommel | 6 | 2 | 0 | 4 | 6  | 12 | -6 | 6   |
|   | 4 | Oud-Heverlee Leuven         | 6 | 0 | 0 | 6 | 2  | 9  | -7 | 0   |

| Datum      | Uur   | Wedstrijd                         | Uitslag |
| ---------- | ----- | --------------------------------- | ------- |
| 17/05/2008 | 20:00 | KSVK United - Oud-Heverlee Leuven | 2-1     |
| 17/05/2008 | 20:00 | AFC Tubize - Antwerp FC           | 1-0     |
| 22/05/2008 | 20:30 | Antwerp FC - KSVK United          | 3-1     |
| 22/05/2008 | 20:30 | Oud-Heverlee Leuven - AFC Tubize  | 0-1     |
| 25/05/2008 | 16:00 | Oud-Heverlee Leuven - Antwerp FC  | 1-2     |
| 25/05/2008 | 16:00 | KSVK United - AFC Tubize          | 0-1     |
| 29/05/2008 | 20:30 | Antwerp FC - Oud-Heverlee Leuven  | 1-0     |
| 29/05/2008 | 20:30 | AFC Tubize - KSVK United          | 3-1     |
| 01/06/2008 | 16:00 | Antwerp FC - AFC Tubize           | 0-1     |
| 01/06/2008 | 16:00 | Oud-Heverlee Leuven - KSVK United | 0-1     |
| 05/06/2008 | 20:30 | AFC Tubize - Oud-Heverlee Leuven  | 2-0     |
| 05/06/2008 | 20:30 | KSVK United - Antwerp FC          | 1-4     |

## Degradatie-eindronde
Het team dat 17de eindigde, UR Namur, speelde een eindronde met een aantal derdeklassers en ging daar van start in de tweede ronde van die eindronde.

## Topscorers
| Scorer                  | Goals | Team                    | Land      |
| ----------------------- | ----- | ----------------------- | --------- |
| Peter Utaka             | 22    | R. Antwerp FC           | Nigeria   |
| Ebrahima 'Ibou' Sawaneh | 21    | KSK Beveren             | Gambia    |
| Steve De Ridder         | 18    | KFC Vigor Wuitens Hamme | België    |
| Yves Buelinckx          | 17    | R. Union Saint-Gilloise | België    |
| Moussa Koita            | 15    | R. Excelsior Virton     | Frankrijk |
| Mustapha Jarju          | 15    | K. Lierse SK            | Gambia    |
| Cedric Betremieux       | 14    | KV Kortrijk             | Frankrijk |
| Ernest Webnje Nfor      | 14    | KV Kortrijk             | Kameroen  |